# Gaoua
Gaoua is een stad in Burkina Faso en is de hoofdplaats van de provincie Poni.
Gaoua telde in 2006 bij de volkstelling 24.414 inwoners.
Sinds 2011 is de stad de zetel van het rooms-katholieke bisdom Gaoua.

## Bezienswaardigheden

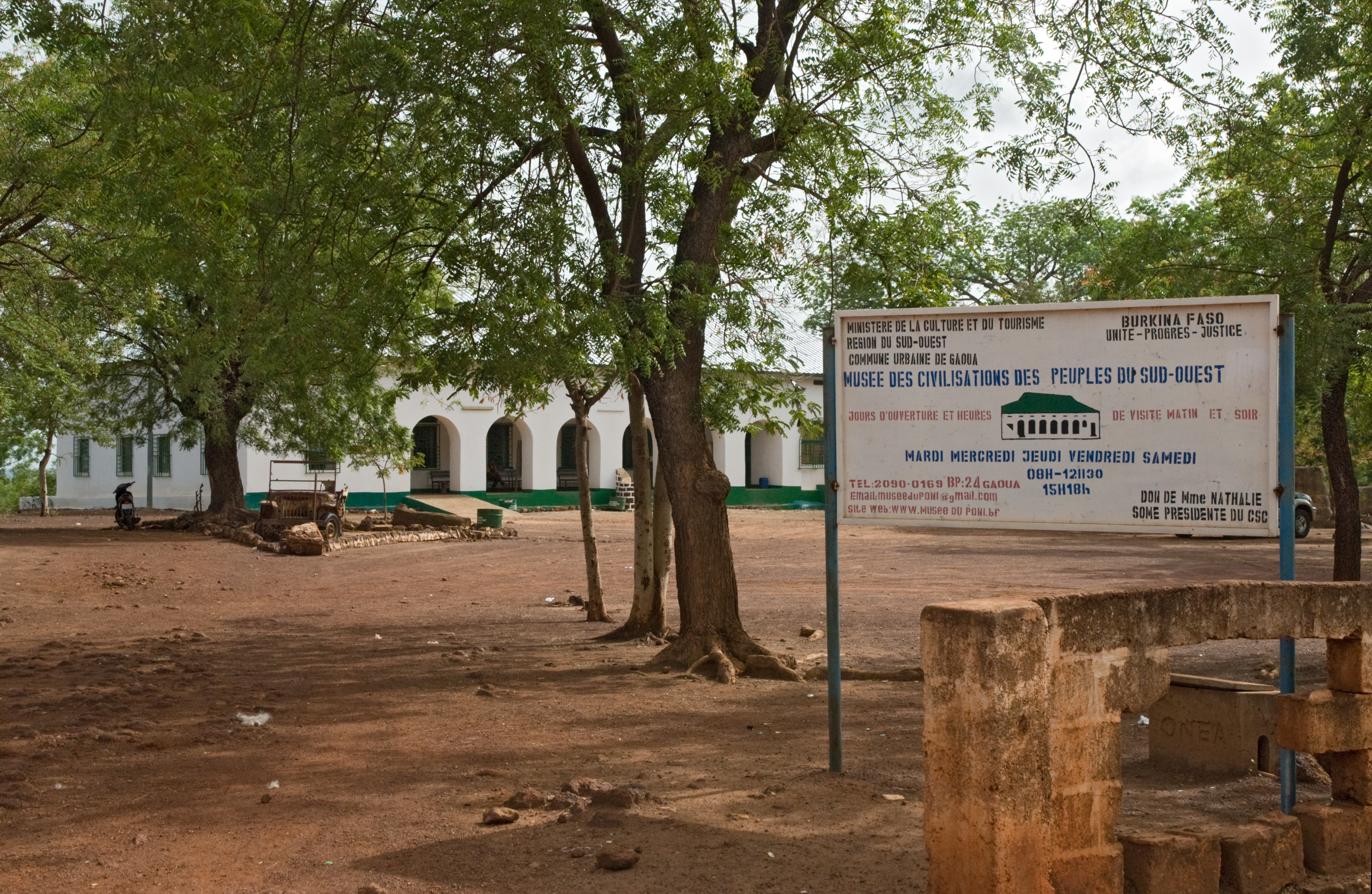
Ingang van het Musée du Poni (mei 2016)

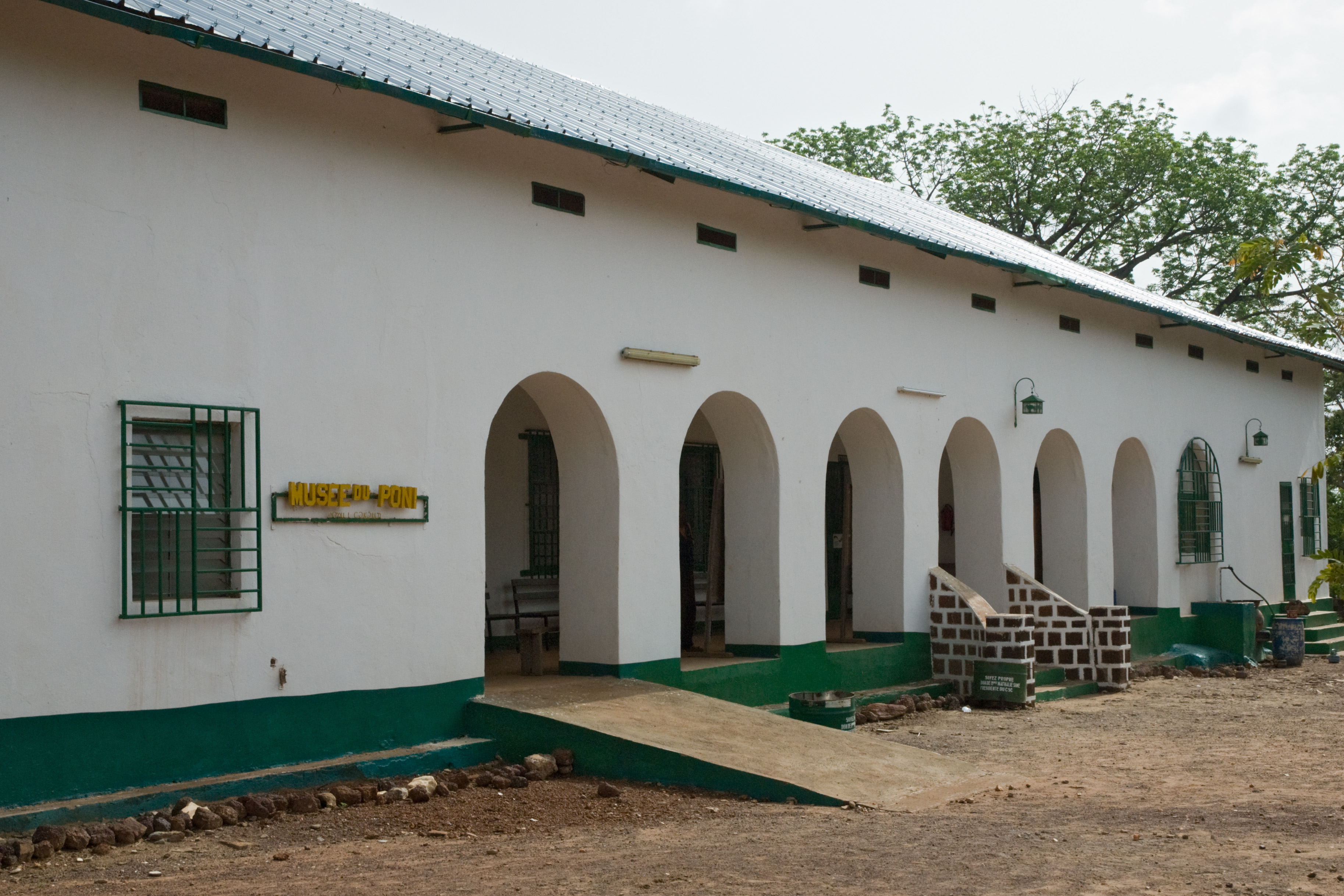
Voorkant van het hoofdgebouw van het Musée du Poni (mei 2016)

Een van de attracties van de stad is het Poni Museum (Musée du Poni of Musée des Civilisations des Peuples du Sud-Ouest), in 1990 opgericht door de Française Madeleine Père (1923-2002). Zij schreef een proefschrift over de Lobi en heeft tot haar dood in de buurt van Gaoua gewoond.